# Manoir de Restermarch
Le manoir de Restermarch ou manoir de Restromar est situé à Plouray en France.

## Localisation
Le manoir est situé sur le territoire de la commune de Plouray, à un kilomètre à l'est du bourg au lieu-dit Restermah, dans le département du Morbihan en région Bretagne.

## Description
Le manoir date de la fin du XVIe siècle ou du début du XVIIe siècle, édifice à un étage carré construit en pierre de taille de granite, avec une toiture à longs pans couverte d'ardoises, pignon couvert ; escalier dans-œuvre : escalier tournant à retours.

## Historique
Le manoir possède une porte à arc brisé ainsi qu'un appui de fenêtre à godrons permettant de le dater de cette époque. Propriété de la famille Le Trancher du début du XVIe siècle au XVIIIe siècle, leurs armes figurent sur le linteau de la cheminée de l'étage.
Il est inscrit à l'inventaire général du patrimoine culturel en 1969.